# Demange-Baudignécourt
Demange-Baudignécourt község Franciaország Grand Est régiójában, Meuse megyében. Új községként 2019. január 1-jén jött létre Demange-aux-Eaux és Baudignécourt korábbi község egyesítésével.

## Népesség
| Lakosok száma | 554  | 538  | 521  | 512  | 509  | 509  |
|               | 2017 | 2018 | 2019 | 2020 | 2021 | 2022 |